# Mandíbula (novela)
Mandíbula es una novela de la escritora ecuatoriana Mónica Ojeda, publicada en 2018 por la editorial española Candaya. La trama cuenta la historia de Fernanda, una estudiante de colegio obsesionada con las historias de terror que es secuestrada por su profesora de lengua luego de haberla atormentado junto a sus amigas durante meses. La novela fue un éxito crítico, siendo incluida en varias listas de los mejores libros del año y cementando el lugar de Ojeda como una de las novelistas más destacadas de su generación. Fue además una de las diez finalistas del Premio Bienal de Novela Mario Vargas Llosa en su edición de 2018.
Entre las temáticas exploradas en la obra destacan las relaciones de poder entre madres e hijas y entre mujeres adolescentes, el miedo en sus distintas facetas y el vínculo entre lo femenino y lo monstruoso. De acuerdo a la autora, la idea original de la novela nació a partir de la cita de Jacques Lacan: "Estar dentro de la boca de un cocodrilo, eso es la madre".
El personaje de Annelise Van Isschot, que tiene un papel importante en la obra, ya había aparecido antes en La desfiguración Silva (2015), primera novela de Ojeda.

## Argumento

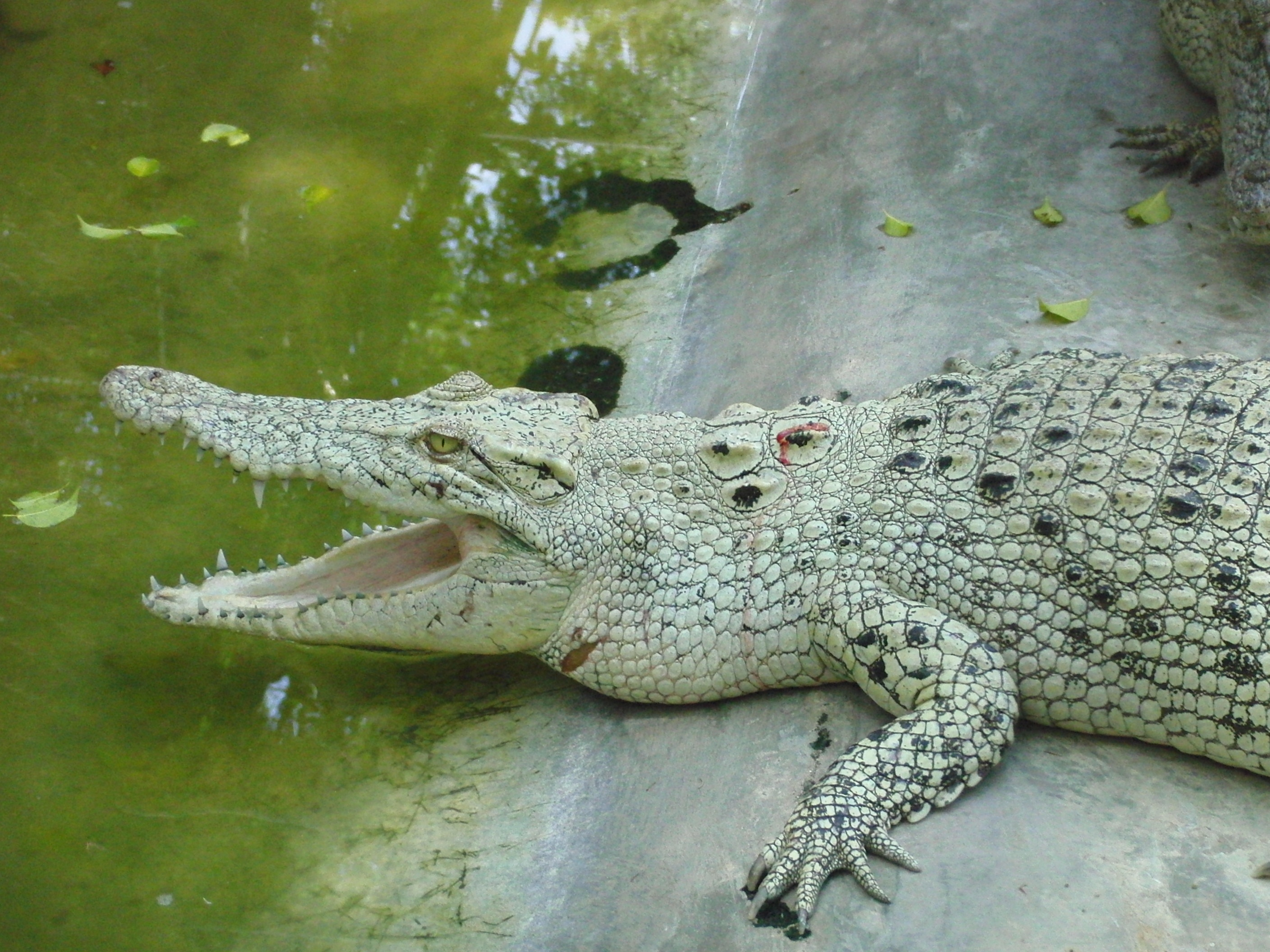
Un cocodrilo blanco es usado como símbolo recurrente en la novela.

Fernanda Montero Oliva, una adolescente guayaquileña de clase alta que estudia en un colegio élite del Opus Dei, despierta maniatada en una cabaña en el medio del bosque. Pronto descubre que ha sido secuestrada por Clara, su profesora de lengua y literatura.
Tiempo atrás, Fernanda y su grupo de amigas descubren un edificio abandonado junto a un manglar acechado por un cocodrilo. Annelise, la mejor amiga de Fernanda, empuja al grupo durante sus visitas vespertinas al edificio a explorar la naturaleza de la violencia y del terror a través de su obsesión con las creepypastas y del culto a una deidad que bautiza como "el Dios Blanco" por medio de desafíos que empiezan de forma inocente, pero que con el pasar del tiempo tornan en ritos cada vez más perversos.
Clara entra a trabajar al colegio donde estudian Fernanda y sus amigas para el nuevo año escolar, aunque sus primeros días se ven trastocados por el peso del recuerdo de su madre y del trauma producido por un ataque que sufrió meses atrás a manos de dos chicas adolescentes. Cuando la crueldad de Fernanda y Annelise empieza a tocar a Clara, los hechos que desembocan en el secuestro de Fernanda empiezan a sucederse en una rápida espiral marcada por la capacidad innata del ser humano para causar daño.

## Recepción

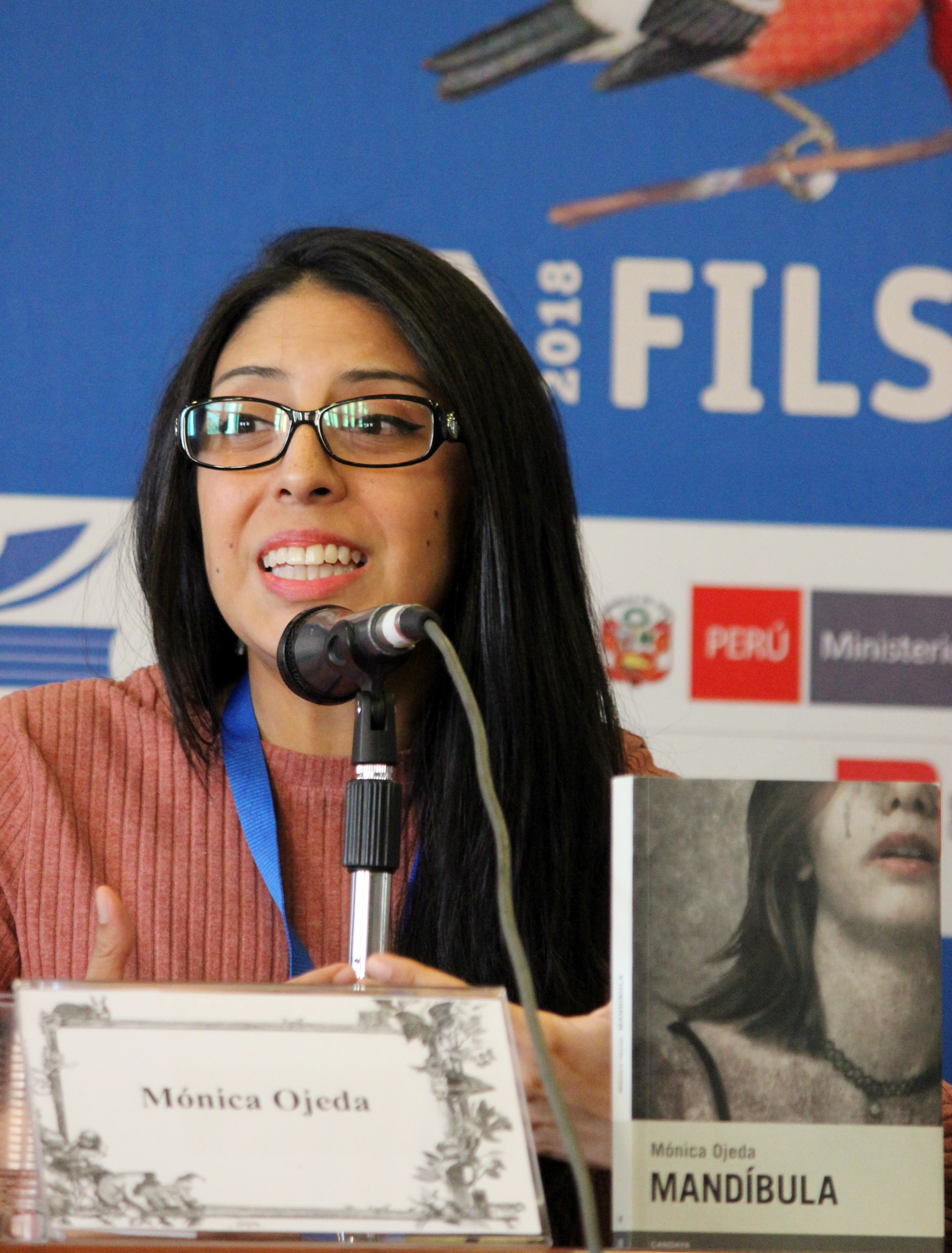
Ojeda durante la presentación de Mandíbula en la FILSA 2018

Mandíbula fue aclamada por la crítica al momento de su publicación. Entre los medios que alabaron la obra se cuenta al diario español El País, que la calificó como "una de las novelas de la temporada", y que además la ubicó en el puesto 12 en su lista de los 50 mejores libros de 2018. La cadena alemana Deutsche Welle la incluyó a su vez en su lista de los 10 libros latinoamericanos más destacados del año, La revista cultural Arcadia, por su lado, la incluyó en su lista de los 100 mejores libros en español escritos por mujeres de los últimos 100 años.
El escritor Carlos Pardo, en una reseña publicada en el suplemento cultural Babelia, tildó a Mandíbula de "novela magistral". Pardo compara su exploración del terror con Carrie y la narrativa de H. P. Lovecraft y elogia de forma particular sus distintos registros narrativos, el lenguaje poético empleado en varias descripciones y la riqueza de la prosa de Ojeda. La escritora María Fernanda Ampuero, en un editorial en que aplaudió la novela y su autora, bautizó a Mandíbula como un "canto de amor perverso a la relación madre-hija, amiga-amiga, maestra-alumna, mujer-mujer".
Juan Ángel Juristo, escribiendo para el periódico ABC, también alabó la obra y la calificó como uno de los mejores thrillers que había leído; sobre Ojeda opinó que es "una de las más grandes promesas de las nuevas generaciones de escritores latinoamericanos" y describió el estilo de la novela como brillante. Elogios similares recibió por parte de Nadal Suau, del semanario El Cultural, quien se refirió a Mandíbula de "thriller impecable" y destacó la complejidad de su estructura.
En la reseña de la revista Eñe, escrita por David Pérez Vega, se comparó elogiosamente a Mandíbula con el libro de cuentos de terror Las cosas que perdimos en el fuego, de la argentina Mariana Enríquez. Pérez Vega manifestó que la primera era una novela más madura y acabada que Nefando, la novela anterior de Ojeda, y que la posicionaba como una de las voces imprescindibles de la nueva narrativa latinoamericana.